# Список ссавців Фолклендських островів
Список ссавців Фолклендських островів містить перелік 33 видів ссавців, у тому числі 9 — чужорідних. Список створено згідно з МСОП і «Доповіддю про стан навколишнього середовища 2008», підготовленою Урядом Фолклендських островів і благодійною організацією «Falklands Conservation». Список налічує 6 видів ряду Хижі (Carnivora), 22 — ряду Cetartiodactyla, 2 види Зайцеподібних (Lagomorpha) і 3 види Гризунів (Rodentia). Усі сучасні наземні хижі, парнокопиті, зайцеподібні та гризуни є чужорідними тваринами. У перелік не включено забрідлих і свійських ссавців, однак основні види названо в розділі «Особливості теріофауни».

## Особливості теріофауни
Фолклендські острови лежать між 51° і 53° південної широти в південно-західній Атлантиці приблизно за 480 км від Аргентини. Є два великі острови, Східний і Західний Фолкленди й кілька сотень малих загальною площею 12 173 км². Острови утворені шарами породи, що піднялися внаслідок руху тектонічних плит у палеозойську та мезозойську епохи. Найвища точка на островах, гора Усборн заввишки 705 метрів. Окрім скель є багато малих ставків і озер на островах і три основні річки. Клімат вітряний, помірний океанічний із 450—600 мм опадів на рік. Острови мають досить вузький діапазон температур від 19 °C в січні до 2 °C в липні.
На Фолклендських островах немає місцевих видів дерев, але є щільні групи Poa flabellata, які часто сягають 2-метрової висоти, забезпечуючи місця гніздування для 30 видів птахів і даючи притулок морським левам і морським слонам. Прибережні води є домівкою для багатьох видів китів та дельфінів, тюленів та морських левів. Велика частина тварин та рослин Фолклендських островів пов'язана з Патагонією.
Забрідлими для Фолклендських островів є Lagenorhynchus obscurus, Tursiops truncatus, Berardius arnuxii. Один зразок Tadarida brasiliensis був знайдений муміфікованим у 1985 році; інший знайдений живим у 1998 р. Скоріш за все їх занесло вітром з континенту або завезено випадково на транспорті морем чи повітрям. На Фолклендських островах, до 1980-х років, худобу випасали сезонно на більшій частині земель, включно з малими островами. Однак тепер завдяки низьким цінам на вовну та м'ясо малі острови та окремі ділянки сільськогосподарських угідь не залучені до випасу. На Фолклендських островах утримують близько 530 000 овець, 6000 великої рогатої худоби; 500 голів кіз і 170 свиней.
Основним природоохоронним законом Фолклендських островів є «Закон про збереження дикої природи 1999» (англ. Conservation of Wildlife and Nature Bill 1999). Він регулює охорону диких птахів, захист диких тварин, охорону диких рослин, контроль за введенням нових видів, ліцензійну систему для наукової роботи та збирання яєць певних птахів, а також визначення національних заповідників.

## Природоохоронні статуси
Із зазначених у таблиці видів, 1 — вимерлий, 3 перебувають під загрозою вимирання, 2 є уразливими, 1 близький до загрозливого стану.
Для виділення охоронного статусу кожного виду за оцінками МСОП використані такі позначення:
| EX | Extinct         | Вимерлий                            |
| EN | Endangered      | Види під загрозою вимирання         |
| VU | Vulnerable      | Уразливі види                       |
| NT | Near Threatened | Види, близькі до загрозливого стану |
| LC | Least Concern   | Найменший ризик                     |
| DD | Data Deficient  | Даних недостатньо                   |

## Список
| Українська назва          | Латинська назва                              | Особливості поширення | Статус МСОП | Зображення |
| Ряд: Carnivora            |                                              | |             |            |
| Родина: Canidae           |                                              | |             |            |
| Фолклендський вовк        | Dusicyon australis Kerr, 1792                | Винищений людьми ендемік Фолклендських островів. Останній фолклендський вовк, як вважають, був убитий у 1876 році в Шалоу-Бей, на Західному Фолкленді. | EX          |            |
| Зорро сірий               | Pseudalopex griseus Gray, 1837               | Введений на Фолклендські острови в 1930-х роках. Цей вид проживає на островах Бівер, Стаатс, Спліт, Ведделлі й Чайний, що на західному краю Фолклендського архіпелагу, і на Річковому острові на північ від узбережжя Західного Фолкленда. | LC          |            |
| Родина: Felidae           |                                              | |             |            |
| Кіт свійський             | Felis silvestris catus (Linnaeus, 1758)      | Адвентивний ссавець. Felis silvestris catus живе дико на Західному і Східному Фолкленді, а також на деяких островах, як-от Нью-Айленд, Кеппель, Пеббл, Сондерс, Ведделл, Великий. Коти були знищені у 1980-1990-х роках на Бівері, Блейкері, Вест Пойнті та островах Сувайла. | LC          |            |
| Родина: Otariidae         |                                              | |             |            |
| Котик південний           | Arctocephalus australis Zimmermann 1783      | Як відомо, він плодиться на 15 ділянках на Фолклендських островах, вибираючи скелясті прибережні смуги й скелі, що мають рифи з морськими водоростями й Poa flabellata на узбережжі. На Фолклендських островах не було жодного цільового обрахунку чисельності котика; за оцінками популяція становить понад 10 000 дорослих особин. Обстеження 1998—2000 років показали, що вид поширений у всіх регіонах, на всіх глибинах та на різних відстанях від суходолу, але найчастіше реєструється на узбережжі та в зимові місяці.                                                  | LC          |            |
| Отарія жовтава            | Otaria flavescens Shaw 1800                  | На Фолклендських островах мешкає не більше ніж 5 % загального населення Otaria flavescens з досить невеликими колоніями на сотнях ділянок, переважно на віддалених піщаних пляжах із прилеглими Poa flabellata. Otaria flavescens на Фолклендських островах мають низьку генетичну різноманітність у порівнянні з аргентинською популяцією, що свідчить про те, що поточні колонії походять від небагатьох членів-засновників. Чисельність Otaria flavescens на Фолклендських островах становить приблизно 7077 особин, а щорічний темп приросту в 1995—2003 роках склав 3,8 %. | LC          |            |
| Родина: Phocidae          |                                              | |             |            |
| Морський слон південний   | Mirounga leonina Linnaeus 1758               | Фолклендські острови мають лише дуже невеликий відсоток загальної популяції Mirounga leonina. На цих тварин полювали заради високоякісного жиру в 19 столітті, що призвело до майже повного винищення на Фолклендських островах до 1871 року. Відтоді популяція Фолклендських островів повільно відновилася. Для розмноження Mirounga leonina обирають слабко похилі піщані пляжі, що мають мілководдя. | LC          |            |
| Ряд: Cetartiodactyla      |                                              | |             |            |
| Родина: Balaenidae        |                                              | |             |            |
| Кит південний             | Eubalaena australis Desmoulins, 1822         | Це був один з основних видів китів, на який полювали ранні китобої, тому він майже вимер до 1937 року. Проте систематичні спостереження показують, що популяція Eubalaena australis може зростати навколо Фолклендських островів, причому є рідкісні записи в прибережних водах, замкнутих бухтах та гаванях. | LC          |            |
| Родина: Balaenopteridae   |                                              | |             |            |
| Сейвал                    | Balaenoptera borealis Lesson, 1828           | Ці кити минають Фолклендські острови, мігруючи. Balaenoptera borealis були зафіксовані 31 раз по 1–3 особині під час обстежень 1998—2000 років, найчастіше між листопадом та квітнем на патагонському шельфі та мілководді на схід від Фолклендських островів. | EN          |            |
| Смугач блакитний          | Balaenoptera musculus Linnaeus, 1758         | Історично вид регулярно спостерігали на Фолклендських островах під час міграції на північ на зиму, але нині це трапляється дуже рідко. | EN          |            |
| Фінвал                    | Balaenoptera physalus Linnaeus, 1758         | Фінвал в минулому був звичайним, коли мігрував від узбережжя Бразилії до літніх кормових угідь в Антарктиці. Однак, оскільки це був один з основних видів, на який полювали з китобійного пункту на Новому острові, зараз Balaenoptera physalus не часто помічають у водах Фолклендських островів. Під час обстежень 1998—2000 років було 27 випадків спостереження Balaenoptera physalus поодинці й у групах до 12 осіб, найчастіше у водах глибиною понад 200 м на континентальному схилі.                                                                                    | EN          |            |
| Горбач                    | Megaptera novaeangliae Borowski, 1781        | Megaptera novaeangliae нечасто фіксують у водах Фолклендських островів, але вид, мабуть, був поширенішим у докитобійний період. Семеро горбачів бачили під час обстежень 1998—2000 років у водах патагонського шельфу між жовтнем і березнем. | LC          |            |
| Родина: Camelidae         |                                              | |             |            |
| Гуанако                   | Lama guanicoe (P.L.S. Müller, 1776)          | Введений у 1860-х і 1930-х роках, але закріпилася одна популяція цих тварин на острові Стаат на західному краю Фолклендського архіпелагу. Розрахункова чисельність становить близько 400 тварин (Franklin and Grigione 2005). Виявлено різницю між тваринами в популяціях гуанако на острові Стаат і в Чилі — менші розміри острівних тварин, меншу вагу новонароджених і більшу частоту передчасних пологів та народження дефектних тварин. | LC          |            |
| Родина: Cervidae          |                                              | |             |            |
| Олень північний           | Rangifer tarandus (Linnaeus, 1758)           | Дві окремі програми завезення північного оленя з Південної Джорджії призвели до утворення популяцій з 1 Rangifer tarandus на Стенлі, 9 кастрованих самців на острові Ведделл, стада в 16 голів у районі мису Мередит (Західний Фолкленд) та 98 тварин на острові Бівер (Department of Agriculture Farming Statistics 2006/07). | VU          |            |
| Родина: Delphinidae       |                                              | |             |            |
| Головорил Комерсона       | Cephalorhynchus commersonii Lacépède, 1804   | На Фолклендських островах Cephalorhynchus commersonii порівняно часто трапляються в прибережних водах упродовж усього року, особливо в захищених водах глибиною менш як 100 м, таких як бухти, гавані, гирла рік. Майже всі записи огляду 1998—2000 років зроблені у межах 10 км від берега, і жоден запис не був зроблений далі, ніж за 25 км від берега. | DD          |            |
| Гринда звичайна           | Globicephala melas Traill, 1809              | На Фолклендських островах Globicephala melas був одним з найбільш часто реєстрованих видів китоподібних під час огляду 1998—2000 років. Гринд часто спостерігають разом з іншими видами китоподібних, а також одинадцятьма видами морських птахів. Має схильність викидатися на берег. | DD          |            |
| Глекорил південний        | Lagenorhynchus australis Peale, 1848         | Тримається в прибережних водах. На Фолклендських островах Lagenorhynchus australis найчисельніший і найчастіше спостерігається з-поміж китоподібних, бо дуже допитливий і підходить до суден. Загалом 864 спостереження з 2617 тваринами у групах від одного до 15 тварин, було зафіксовано під час обстежень 1998—2000 років. Сезонність у розподілі чи чисельності не виявлені. На Фолклендських островах вид обмежується шельфовими водами на глибинах менш як 200 м. | DD          |            |
| Глекорил хрестоносець     | Lagenorhynchus cruciger Quoy & Gaimard, 1824 | У водах Фолклендських островів його часто спостерігали під час обстежень 1998—2000 років. на континентальному схилі та океанічних водах понад 200 м завглибшки окремо та в зграях до 50 тварин, особливо в період з вересня по березень. Насторожений, не підходить до суден. | LC          |            |
| Гладкий дельфін південний | Lissodelphis peronii Lacépède, 1804          | Рідкісний. Був помічений під час обстежень 1998—2000 років нечасто, але у великих зграях (понад 50–100 особин) зі звичайними гриндами в глибоких океанічних водах на схід від Фолклендських островів. | DD          |            |
| Косатка                   | Orcinus orca Linnaeus 1758                   | Упродовж літніх місяців на Фолклендських островах, коли пінгвіни та ластоногі розмножуються, косатки дуже помітні в прибережних водах і, схоже, є щонайменше одна зграя, яка постійно проживає на південному сході архіпелагу між мисом Мередит, островом Морського Лева й островом Боачкен. | DD          |            |
| Родина: Cetotheriidae     |                                              | |             |            |
| Каперея мала              | Caperea marginata Gray, 1846                 | Рідкісний. | DD          |            |
| Родина: Phocoenidae       |                                              | |             |            |
| Фоцена окулярна           | Phocoena dioptrica Lahille, 1912             | Phocoena dioptrica не зафіксована під час останнього обстеження 1998—2000 років, але вид може рідкісно бути присутнім на Фолклендських островах, оскільки в Тьєрра-дель-Фуего він був записаний в основному за викидами на берег і його рідко бачили в морі. | DD          |            |
| Родина: Physeteridae      |                                              | |             |            |
| Кашалот                   | Physeter macrocephalus Linnaeus, 1758        | У водах Фолклендів, швидше за все, спостерігають самців цього виду, оскільки самиці та їхнє потомство здебільшого не ризикують забиратися так далеко на південь. Під час досліджень 1998—2000 років виявлено 28 особин при 21 випадку спостереження впродовж усього року, особливо у водах, що перевищують 200 м глибини. | VU          |            |
| Родина: Ziphiidae         |                                              | |             |            |
| Пляшконіс плосколобий     | Hyperoodon planifrons Flower, 1882           | Під час досліджень 1998—2000 років 18 разів спостерігали 34 тварини у період з вересня по лютий у глибоких океанічних водах Східного Фолкленда. | LC          |            |
| Ременезуб новозеландський | Mesoplodon bowdoini Andrews, 1908            | Мало видів Ziphiidae можуть бути надійно ідентифіковані у морі, тому неможливо точно визначити статус популяції будь-якого виду, хоча записи викидів на берег дозволяють припустити, що Mesoplodon grayi та Mesoplodon layardii частіше трапляються на Фолклендських островах, ніж Mesoplodon bowdoini та Mesoplodon hectori. Mesoplodon bowdoini не спостерігали на Фолклендах до 1987 року, що може відбивати зміни в температурному режимі й доступності здобичі. | DD          |            |
| Ременезуб Грея            | Mesoplodon grayi Von Haast, 1876             | Мало видів Ziphiidae можуть бути надійно ідентифіковані у морі, тому неможливо точно визначити статус популяції будь-якого виду, хоча записи викидів на берег дозволяють припустити, що Mesoplodon grayi та Mesoplodon layardii частіше трапляються на Фолклендських островах, ніж Mesoplodon bowdoini та Mesoplodon hectori. Mesoplodon grayi не спостерігали на Фолклендах до 1981 року, що може відбивати зміни в температурному режимі й доступності здобичі. | DD          |            |
| Ременезуб Гектора         | Mesoplodon hectori Gray, 1871                | Мало видів Ziphiidae можуть бути надійно ідентифіковані у морі, тому неможливо точно визначити статус популяції будь-якого виду, хоча записи викидів на берег дозволяють припустити, що Mesoplodon grayi та Mesoplodon layardii частіше трапляються на Фолклендських островах, ніж Mesoplodon bowdoini та Mesoplodon hectori. | DD          |            |
| Ременезуб Леярда          | Mesoplodon layardii Gray, 1865               | Мало видів Ziphiidae можуть бути надійно ідентифіковані у морі, тому неможливо точно визначити статус популяції будь-якого виду, хоча записи викидів на берег дозволяють припустити, що Mesoplodon grayi та Mesoplodon layardii частіше трапляються на Фолклендських островах, ніж Mesoplodon bowdoini та Mesoplodon hectori. | DD          |            |
| Дзьоборил                 | Ziphius cavirostris Cuvier, 1823             | Зафіксовано кілька викидів на берег. | LC          |            |
| Ряд: Lagomorpha           |                                              | |             |            |
| Родина: Leporidae         |                                              | |             |            |
| Заєць сірий               | Lepus europaeus Pallas, 1778                 | Трапляється на Східному Фолкленді. | LC          |            |
| Кріль європейський        | Oryctolagus cuniculus Linnaeus, 1758         | Мешкає розсіяно на східному та західному Фолкленді, а також на островах Пеббл, Сондерс, Бенсе та Вест-Тіссен. Кролів, схоже, завезли французи до 1765 року. | NT          |            |
| Ряд: Rodentia             |                                              | |             |            |
| Родина: Muridae           |                                              | |             |            |
| Миша хатня                | Mus musculus Linnaeus, 1758                  | Поширення Mus musculus на Фолклендських островах погано вивчене, але вони широко розповсюджені. Миші завезені на Фолклендські острови, можливо, французькими колоністами в 1764 році. Вони мешкають поблизу людських поселень на Східному й Західному Фолклендах і деяких більш віддалених островах, включно зі Стіпл Джейсон. | LC          |            |
| Пацюк сірий               | Rattus norvegicus (Berkenhout, 1769)         | Завезений людьми. Раціон сірих пацюків на Фолклендських островах мало досліджений. На острові Бенсе початкові результати свідчать про те, що цей вид харчується здебільшого насінням, тоді як фекалії, зібрані з островів Арки та інших островів, складаються переважно з прибережних ракоподібних, а не рослинних залишків. | LC          |            |
| Пацюк чорний              | Rattus rattus (Linnaeus, 1758)               | Потрапив на острови разом із людьми. Відомий нині з Нью-Айленда (Brown and Chadderton 2001). | LC          |            |